# Christmas In Nell's Room
《Christmas In Nell's Room》는 모던 락 밴드 넬의 디지털 싱글이다. 2012년 Christmas In Nell's Room '믿어선 안될 말' 라이브 버전이 수록되었다.

## 수록곡
1. 믿어선 안될 말 (Live Ver.)

## 참고 문서
- 네이버 뮤직